# Melcior Baltà i Capdevila
Melcior Baltà i Capdevila   (Vilafranca del Penedès, 21 de juny de 1869 - Vilafranca del Penedès, 16 d'agost de 1933) va ser un manyà i serraller català.

## Biografia
Melcior Baltà i Capdevila va néixer a Vilafranca del Penedès el 21 de juny de 1869, fill del serraller Melcior Baltà Parrot (1839–1910) i pare de Melcior Baltà Tarrada (1901–1954), també dedicat al mateix ofici.
Va ser reconegut per les seves obres de forja artística a Vilafranca del Penedès durant el primer terç del segle XX. Formava part d'una família d'artesans del ferro que va mantenir un taller actiu durant diverses generacions.
El taller familiar es trobava a Plaça de la Constitució, 43, a Vilafranca del Penedès, en un edifici conegut com “Cal Melcior” o “Cal Menció”. La família hi residia als pisos superiors, mentre que als baixos s’hi ubicava el taller de serralleria i forja. El negoci va restar actiu fins a mitjans del segle XX i es va tancar fa aproximadament cinquanta anys.
Era oncle de l'historiador i eclesiàstic català Joan Bonet i Baltà, per part de la seva germana Felícia Baltà i Capdevila.

## Obres
El taller Melcior Baltà va intervenir en obres religioses, públiques i ornamentals, especialment durant l'època del modernisme català:
- Casa Torner i Güell (1884): Edifici projectat pel mestre d’obres Josep Inglada i Estrada. A l’obra hi van intervenir el manyà Melcior Baltà i el fuster Josep Torner i Gener. Per raons cronològiques, es considera probable que el treball en ferro fos realitzat pel seu pare, Melcior Baltà Parrot.[2]

- Reforma de la façana principal de la Basílica de Santa Maria de Vilafranca (1903–1905): Reforma promoguda per completar la façana seguint l’estil gòtic del temple, dirigida per Santiago Güell i Grau a partir d’un projecte de August Font i Carreras. L’obra es va finalitzar l’agost de 1905. La realització de les reixes de ferro de la façana s’atribueix al taller de Melcior Baltà, probablement obra de Melcior Baltà Parrot o de Melcior Baltà i Capdevila.[3]

- Reixa de l'altar de la Immaculada Concepció (1903): Obra dissenyada per Santiago Güell i Grau i probablement realitzada per Melcior Baltà Parrot.[4]

- Fanals del carrer de Santa Maria (abans de 1916): Peces modernistes de ferro forjat amb vidre policromat, atribuïdes a Melcior Baltà i Capdevila i instal·lades a petició del canonge Dr. Lluís Urpí. Un dels medallons fou robat el 1996 i retornat el 2005.[5][6]

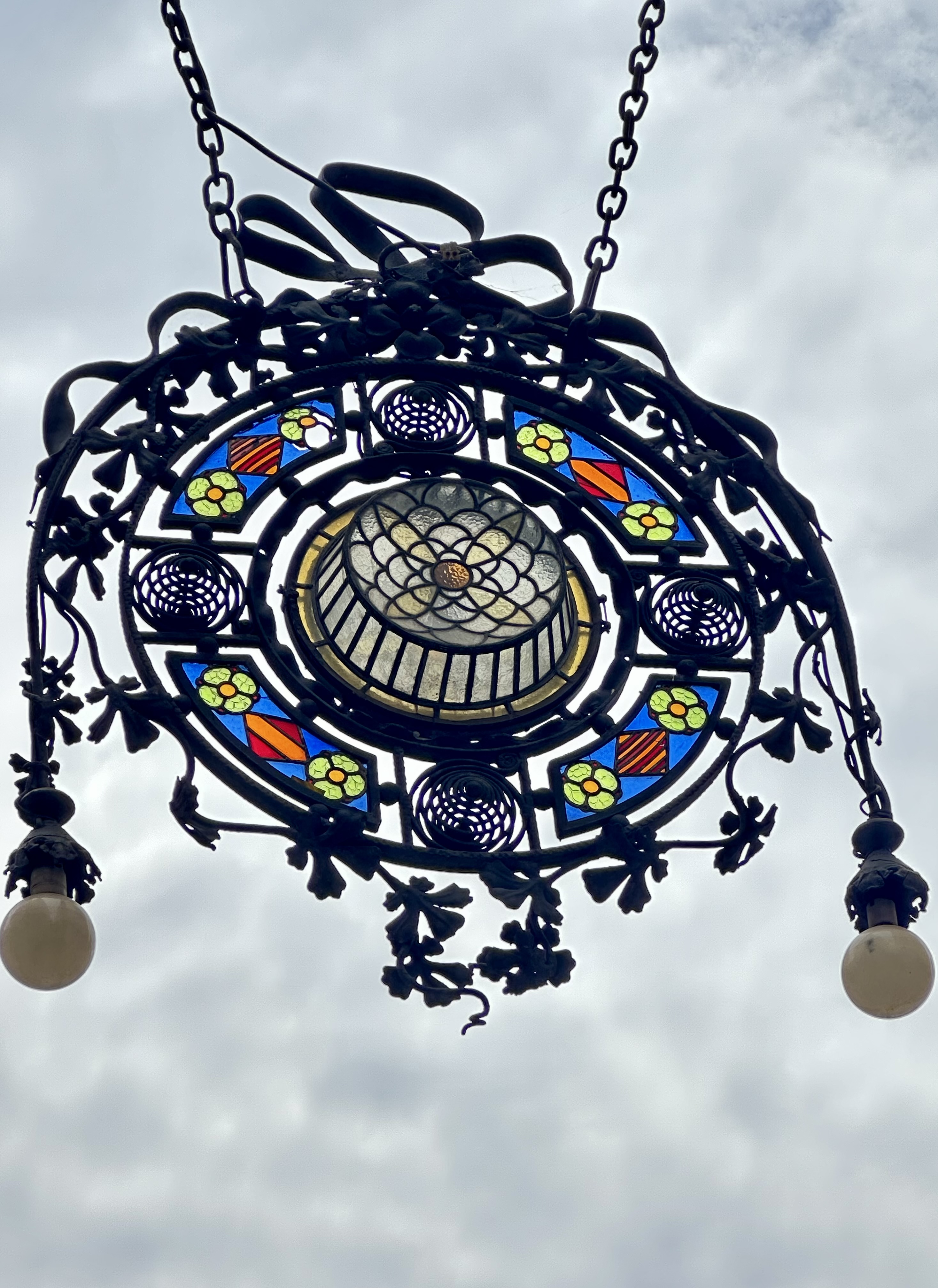
Fanal del carrer de Santa Maria
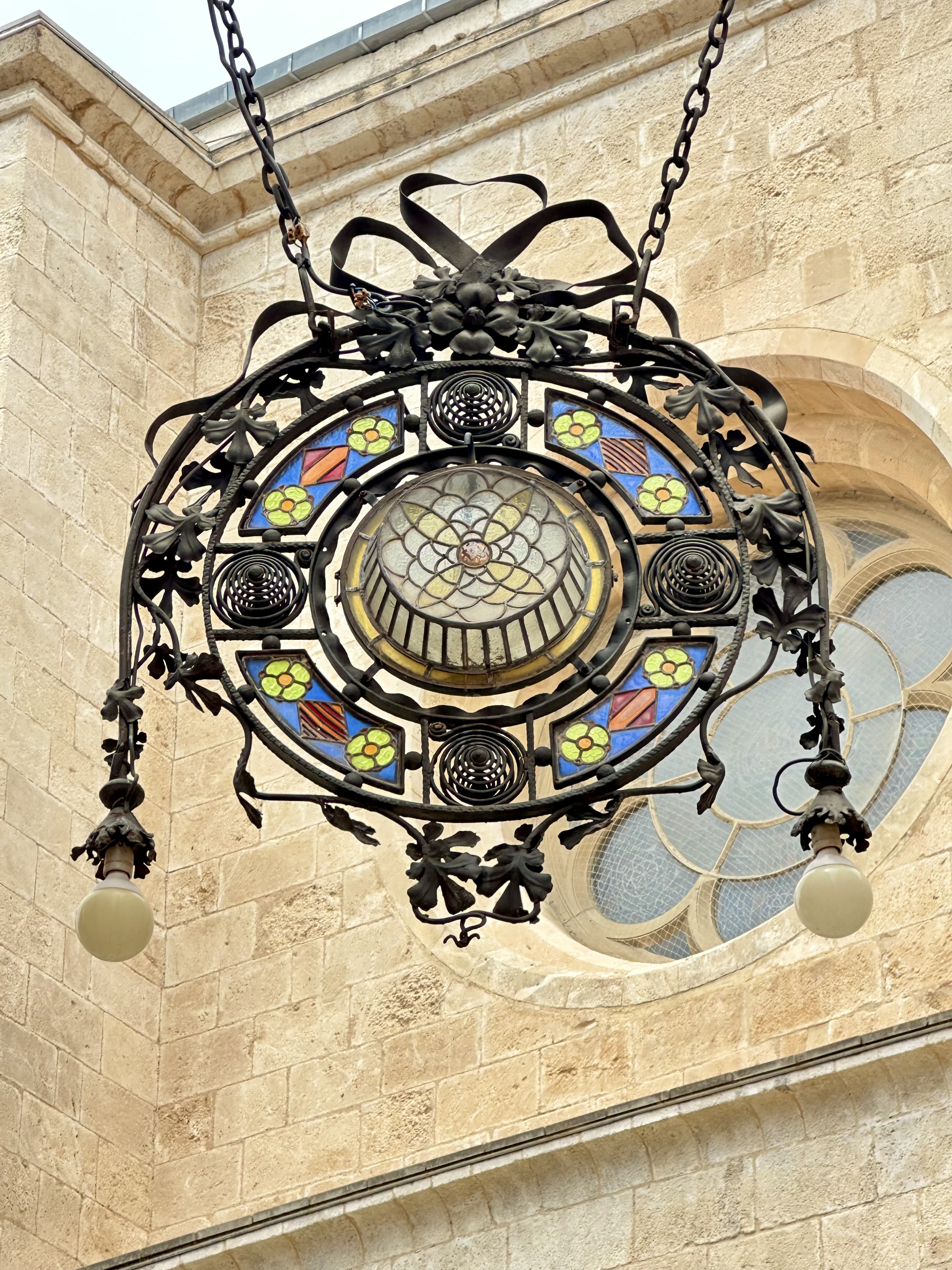
Un dels fanals amb Santa Maria al fons

- Canelobres de l'altar de Sant Fèlix i del grup escultòric de l'Enterrament de Crist (1916): Dos parells de canelobres de ferro forjat situats a la cripta de la basílica, encarregats pel bisbe Josep Torras i Bages com a part del conjunt escultòric de Josep Llimona.[7]

També se li atribueixen altres treballs dins la basílica de Santa Maria de Vilafranca, com els canelobres de l’altar de la capella de Santa Llúcia i la restauració de les reixes de la capella del Santíssim.

## Participació durant la Guerra Civil
Durant l'inici de la Guerra Civil espanyola, el taller de Cal Melcior Baltà va ser l'escenari de la construcció d'un camió blindat artesanal, encarregat pel Comitè Local de les Milícies Antifeixistes de Vilafranca. El vehicle, construït sobre un camió Ford de 8 cilindres, es va blindar amb làmines de ferro forjat i espitlleres laterals.
La seva construcció va ser una acció col·lectiva feta amb jornades de treball diürnes i nocturnes. Segons diverses fonts:
- El camió va ser enviat al Front d'Aragó l'agost de 1936 amb la Centúria Vilafranca.
- Fou retornat a Vilafranca per millorar-ne el blindatge.
- Després de ser reforçat, fou considerat inoperant i desballestat.

Aquest camió és conegut com el camió blindat de Cal Melcior.

## Llegat
El taller Baltà representa una part destacada del patrimoni artesanal vilafranquí, deixant empremta en edificis emblemàtics de la vila. El seu llegat perdura en reixes, fanals i estructures ornamentals que són mostra de l'ofici tradicional de la forja artística catalana.